# Ålsø Kirke
Ålsø Kirke er en middelalderlig kirke i landsbyen Ålsø, 5 kilometer sydvest for Grenaa.
Kirken er bygget i 1100-tallet og ombygget i 1500-tallet. Kirken har siddepladser helt op til tårnet.
Frem til kommunalreformen i 1970 hørte kirken til Djurs Sønder Herred (Randers Amt).

## Billedgalleri
- Altertavlen
- Prædikestolen
- Kirkerummet